# Follie del Divino Spirito Santo
Follie del Divino Spirito Santo è un album discografico di Antonio Infantino e i Tarantolati di Tricarico, pubblicato nel 1978.

## Descrizione
In continuità con i lavori precedenti, l'album è un omaggio al folclore basilicatese, sempre con un messaggio di riscatto sociale che contraddistingue le opere di Infantino, con l'aggiunta di nuove contaminazioni sonore, in particolare latino americane. All'America Latina è dedicato il brano "Indio", che parla dei massacri compiuti dai coloni europei ad danni dei nativi americani.

## Tracce
Testi e musiche di Antonio Infantino e Luciano Francisci
Lato A
1. Zarumbataràn
2. Indio
3. Mattone su mattone
4. Grazie tante
5. Follie del Divino Spirito Santo

Lato B
1. Colpo di Sole
2. Tristonia (Lamento Funebre)
3. Iatrana
4. Il Fiore Dell'Amore

## Musicisti
- Antonio Infantino
- Giuseppe "Pinuccio" Salierno
- Agostino Cortese
- Raffaele Gioioso
- Pietro Campisani
- Giancarlo Infantino
- Antonio Grassi
- Michele Pirro
- Enza Tolve
- Teresa Sentimento
- Catia Gioioso
- Amalia Sabino (voce solista)
- Andrea Piazza (zampogna)
- Mino Vismara (violino)
- Renzo Spinetti (trombone)
- Timo Carlos De Sales (percussioni)